# روجریو اولیویرا دا کوستا
روجریو اولیویرا دا کوستا (به پرتغالی: Rogério Oliveira da Costa) هافبک، مهاجم اهل برزیل است که در شهر فوز دو لوآچو و در تاریخ 27890 به دنیا آمده‌است.
روجریو اولیویرا دا کوستا در تیم‌های فوتبال Foz do Iguaçú سابقهٔ حضور دارد.